# Dasymys montanus
Dasymys montanus é uma espécie de roedor da família Muridae.
Pode ser encontrada em Uganda e, possivelmente, na República Democrática do Congo.
Os seus habitats naturais são regiões subtropicais ou tropicais húmidas de alta altitude, campos de altitude subtropicais ou tropicais e pântanos.
Está ameaçada por perda de habitat.